# Міністерство юстиції, прозорості і прав людини Греції
Міністерство юстиції, прозорості і прав людини — орган центральної виконавчої влади Греції, діяльність якого спрямовується і координується урядом Греції. До 2009 року мало назву Міністерства юстиції Греції.
Чинним міністром є Мільтіадіс Папаіоанну, який займає цю посаду від 17 червня 2011 року і є членом політичної партії ПАСОК.

## Список міністрів юстиції
| Ім'я                          | Початок повноважень | Кінець повноважень | Партія                                      |
| ----------------------------- | ------------------- | ------------------ | ------------------------------------------- |
| Константінос Папаконстантіну  | 24 липня 1974       | 9 жовтня 1974      | Нова Демократія (Уряд національної єдності) |
| Константінос Стефанакіс       | листопад 21, 1974   | жовтень 21, 1977   | Нова Демократія                             |
| Спірідон Янгас                | жовтень 21, 1977    | листопад 28, 1977  | Нова Демократія                             |
| Георгіос Стаматіс             | листопад 28, 1977   | вересень 17, 1981  | Нова Демократія                             |
| Солон Рангас                  | вересень 17, 1981   | жовтень 21, 1981   | Нова Демократія                             |
| Ефстафіос Александріс         | жовтень 21, 1981    | липень 5,1982      | ПАСОК                                       |
| Георгіос-Александрос Мангакіс | липень 5, 1982      | травень 22, 1984   | ПАСОК                                       |
| Ніколаос Папантоніу           | травень 22, 1984    | червень 21, 1984   | ПАСОК                                       |
| Георгіос-Александрос Мангакіс | червень 21, 1984    | травень 9, 1985    | ПАСОК                                       |
| Константінос Кунугеріс        | травень 9, 1985     | червень 5, 1985    | ПАСОК                                       |
| Мільтіадіс Папаіоанну         | червень 5, 1985     | липень 26, 1985    | ПАСОК                                       |
| Георгіос-Александрос Мангакіс | липень 26, 1985     | квітень 25, 1986   | ПАСОК                                       |
| Апостолос Какламаніс          | квітень 25, 1986    | лютий 5, 1987      | ПАСОК                                       |
| Елефтеріос Верівакіс          | лютий 5, 1987       | вересень 23, 1987  | ПАСОК                                       |
| Меніос Куцогіоргас            | вересень 23, 1987   | листопад 18, 1988  | ПАСОК                                       |
| Василіос Ротіс                | листопад 18, 1988   | березень 17, 1989  | ПАСОК                                       |
| Янніс Скуларікіс              | березень 17, 1989   | червень 2, 1989    | ПАСОК                                       |
| Константінос Стаматіс         | червень 2, 1989     | липень 2, 1989     | Коаліція радикальних лівих                  |
| Фотіс Кувеліс                 | липень 2, 1989      | жовтень 12, 1989   | Коаліція радикальних лівих                  |
| Константінос Стаматіс         | жовтень 12, 1989    | квітень 11, 1990   | Коаліція радикальних лівих                  |
| Атанасіос Каннелопулос        | 11 квітня 1990      | 8 серпня 1991      | Нова Демократія                             |
| Міхаліс Папанонстантіну       | 8 серпня 1991       | 7 серпня 1992      | Нова Демократія                             |
| Іоанніс Варвіціотіс           | 7 серпня 1992       | 3 грудня 1992      | Нова Демократія                             |
| Анна Бенакі-Псаруда           | 3 грудня 1992       | 13 вересня 1993    | Нова Демократія                             |
| Георгіос Плагіанакос          | 13 вересня 1993     | 13 жовтня 1993     | Нова Демократія                             |
| Георгіос Кувелакіс            | 13 жовтня 1993      | 10 лютого 1995     | ПАСОК                                       |
| Анастасіос Пепоніс            | 10 лютого 1995      | 15 вересня 1995    | ПАСОК                                       |
| Іоанніс Поттакіс              | 15 вересня 1995     | 22 січня 1996      | ПАСОК                                       |
| Евангелос Венізелос           | 22 січня 1996       | 30 серпня 1996     | ПАСОК                                       |
| Анаргірос Фатурос             | 30 серпня 1996      | 25 вересня 1996    | ПАСОК                                       |
| Евангелос Яннопулос           | 25 вересня 1996     | 20 березня 2000    | ПАСОК                                       |
| Міхаліс Статопулос            | 13 квітня 2000      | 24 жовтня 2001     | ПАСОК                                       |
| Філіппос Пецальнікос          | 24 жовтня 2001      | 10 березня 2004    | ПАСОК                                       |
| Анастасіос Папалугірас        | 10 березня 2004     | 29 вересня 2007    | Нова Демократія                             |
| Сотіріос Натзігакіс           | 19 вересня 2007     | 8 січня 2009       | Нова Демократія                             |
| Нікос Дендіас                 | 8 січня 2009        | 7 жовтня 2009      | Нова Демократія                             |

## Список міністрів юстиції, прозорості і прав людини (2009— нині)
| Ім'я                  | Початок повноважень | Кінець повноважень | Партія                                           |
| --------------------- | ------------------- | ------------------ | ------------------------------------------------ |
| Харіс Кастанідіс      | 7 жовтня 2009       | 17 червня 2011     | ПАСОК                                            |
| Мільтіадіс Папаіоанну | 17 червня 2011      | 17 травня 2012     | ПАСОК                                            |
| Христос Гераріс       | 17 травня 2012      | 21 червня 2012     | безпартійний                                     |
| Антоніс Рупакіотіс    | 21 червня 2012      | чинний             | безпартійний, за пропозіцією Демократичних лівих |